# شهرستان فو
شهرستان فو (به لاتین: Fu County) یک منطقهٔ مسکونی در چین است که در یان‌آن واقع شده‌است.